# László Paskai
László Paskai, madžarski rimskokatoliški duhovnik, škof in kardinal, * 8. maj 1927, Segedin, Madžarska, † 17. avgust 2015, Esztergom, Madžarska.

## Življenjepis

### Mladost in poklic
Ladislav Paskai se je rodil v Segedinu 8. maja 1927.
Starša, oče žandar Ádám Paskai in mati Mária Ördög, sta bila pokristjanjena Juda. Oče je bil v državni službi do početka pogroma nad Židi. Iz kompozicije, ki je peljala Jude v smrt v taborišče smrti, sta z bratom srečno pobegnila, kar je brat Anton opisal. Malega Ladislava in njegovega starejšega brata Antona so v Nagyatádu najprej v skrivali frančiškani, od 2. januarja do 9. aprila 1944 pa z velikim tveganjem v samostanu keszthelyski karmeličani.  

Osnovno šolo je Ladislav obiskoval v Segedinu pri piaristih, 1945 je opravil maturo. Vstopil je v frančiškansko provinco Svetega Janeza Kapistrana in 1949 napravil redovne zaobljube; njegovo redovno ime je Pacifik. Filozofijo in teologijo je študiral v Gyöngyösu; po zatrtju reda je nadaljeval študije na Budimpeški veroznanstveni akademiji  3. marca 1951 je bil posvečen v duhovnika, a 1952 je dosegel doktorat iz teologije.

Med 1952 in 1955 je bil škofijski obredar v Segedinu, od 1955 do 1969 profesor filozofije, prefekt in spiritual, od 1973 do 1978 rektor Osrednjega bogoslovja. Od 1965 je bil izredni profesor na bogoslovni akademiji, med 1967 do 1978 pa redni profesor filozofije. 

### Škof in kardinal
2. marca 1978 ga je Pavel VI. imenoval za apostolskega administratorja veszprémske škofije ter naslovnega škofa škofije Bavagaliana. 5. aprila 1978 je prejel škofovsko posvečenje. 31. marca 1979 je bil imenovan za vespremskega rezidencialnega škofa. 5. aprila 1982 je bil imenovan za pomožnega nadškofa nadškofije in metropolije Kaloča. 3. marca 1987 je bil imenovan za ostrogonskega nadškofa, a 28.junija 1988 za kardinala, in sicer kardinala-duhovnika  pri Santa Teresa al Corso d'Italia. Od julija 1986 do septembra 1990 je bil predsednik Madžarske škofovske konference. Sodeloval je v konklavah 2005, ko je bil izvoljen Benedikt XVI.. 

2. decembra 2002 je Janez Pavel II. zaradi dopolnjenih 75 let starosti sprejel njegov odstop s tem, da je ostal do 11. januarja 2003 nadškofijski upravitelj; sedaj živi v Ostrogonu in po svojim močeh pomaga v dušnem pastirstvu. 
Od 1987 do 2002 je bil torej kardinal Ladislav na čelu ostrogonske oziroma ostrogonsko-budimpeške nadškofije in doživel padec komunizma, ki je zlasti na Madžarskem omogočil svobodnejše delovanje Cerkve. Za časa njegove nadpastirske službe so 1988 potovale po deželi relikvije svetega Štefana ; 1989 je obiskal Zakarpatje za nov začetek verskega življenja; 1991 je dal prinesti v domovino zemeljske ostanke kardinala Mindszentija, na prvi dušnopastirski obisk je prišel Janez Pavel II. ; 1994 je po 50 letih priredil prvo škofijsko sinodo; 1996 je pripravil razstavo v Ostrogonu v zvezi s stiki med Svetim sedežem in Madžarsko; 2000 je slovesno dal prenesti krono svetega Štefana v Esztergom; 2001 je pripravil v Vatikanu razstavo o tisočletnem madžarskem krščanstvu; a 2005 se je udeležil pogreba papeža Janeza Pavla II. v Rimu, a 2013 je prisostvoval beatifikaciji salezijanskega sobrata in mučenca Štefana Sándorja pred baziliko svetega Štefana v Budimpešti ob navzočnosti romarjev z vsega sveta, tudi iz Slovenije. 

## Dela
- Ezer éve Szent Adalbert oltalma alatt; v: Strigonium antiquum.  Hegedűs András, Bárdos István. Esztergom, 2000.
- A Lélek erejében. Válogatás Paskai László bíboros, prímás, esztergom-budapesti érsek tízéves főpásztori szolgálata alatt elhangzott szentbeszédeiből, előadásaiból 1987–1997. Budimpešta, Szent István Társulat 1997.
- Magyar szentek a keresztény Európában; v: Szentjeink és nagyjaink Európa kereszténységéért. A Vatikáni Kiállítást Előkészítő Bizottság, az Esztergom-Budapesti Főegyházmegye Egyháztörténeti Bizottsága és a Pázmány Péter Katolikus Egyetem által rendezett történész konferencia előadásai 2000. május 4-5. Beke Margit, Budapest 2001.
- Simor János emlékkönyv; v: Strigonium antiquum. Beke Margit, Márton Áron Kiadó, Budimpešta 1992.

### Ocena
25. septembra 2008 so ga izbrali, 23. oktobra pa so mu dodelili odlikovanje častnega meščana Esztergoma skupaj s takratnim predsednikom »Fidesz«a in države Viktorjem Orbánom, ki je imel velike zasluge za dograditev novega mostu Mária Valéria. V svečani mestni dvorani je izročil odlikovanji župan Tamás Meggyes z obrazložitvijo: "Ne dobijo odlikovanja kratkomalo tiste osebnosti, ki so za Ostrogon napravile veliko, ampak gre za nekaj več: odlikovancema se zahvaljuje Ostrogon za njuno izredno ljubezen do njega." Kardinal je v svojem slovesnem govoru poudaril zgodovinski pomen Ostrogona in stalen napredek mesta: 
 »Temelj evropske omike je iskanje Boga, ki spremlja trajno tudi življenje Ostrogona; s tem ohranja kulturne in družbene vrednote.« 
V zahvalni besedi je predsednik Orbán dejal, da si šteje v čast, da je prejel odlikovanje skupaj s kardinalom.
Pojavljale so se tudi govorice, češ da je bil Paskai poročevalec v komunističnem obdobju; kot olajševalno okoliščino so navajali, da o duhovnikih ni poročal nikoli ničesar, kar bi jim lahko naškodilo. Menijo tudi, da v tistem obdobju ne bi mogel delovati dušnopostirsko na Madžarskem noben duhovnik, še manj pa kak škof, ki ne bi vsaj na nek način sodeloval z oblastjo. Te glasove je cerkveno vodstvo imelo za volivno propagando; sam kardinal pa se o tem ni izjasnil. 
Ni pa osamljen vtis, ki ga je napravil kardinal na Ervina Hitesy-a:: »Opozoriti je treba, da je kardinal Paskai neverjetno neposreden, prijazen in pozoren sogovornik ter zelo vljuden človek.« 